# Solero (marque)
Pour les articles homonymes, voir Solero.
 (novembre 2021).
Si vous disposez d'ouvrages ou d'articles de référence ou si vous connaissez des sites web de qualité traitant du thème abordé ici, merci de compléter l'article en donnant les références utiles à sa vérifiabilité et en les liant à la section « Notes et références ».

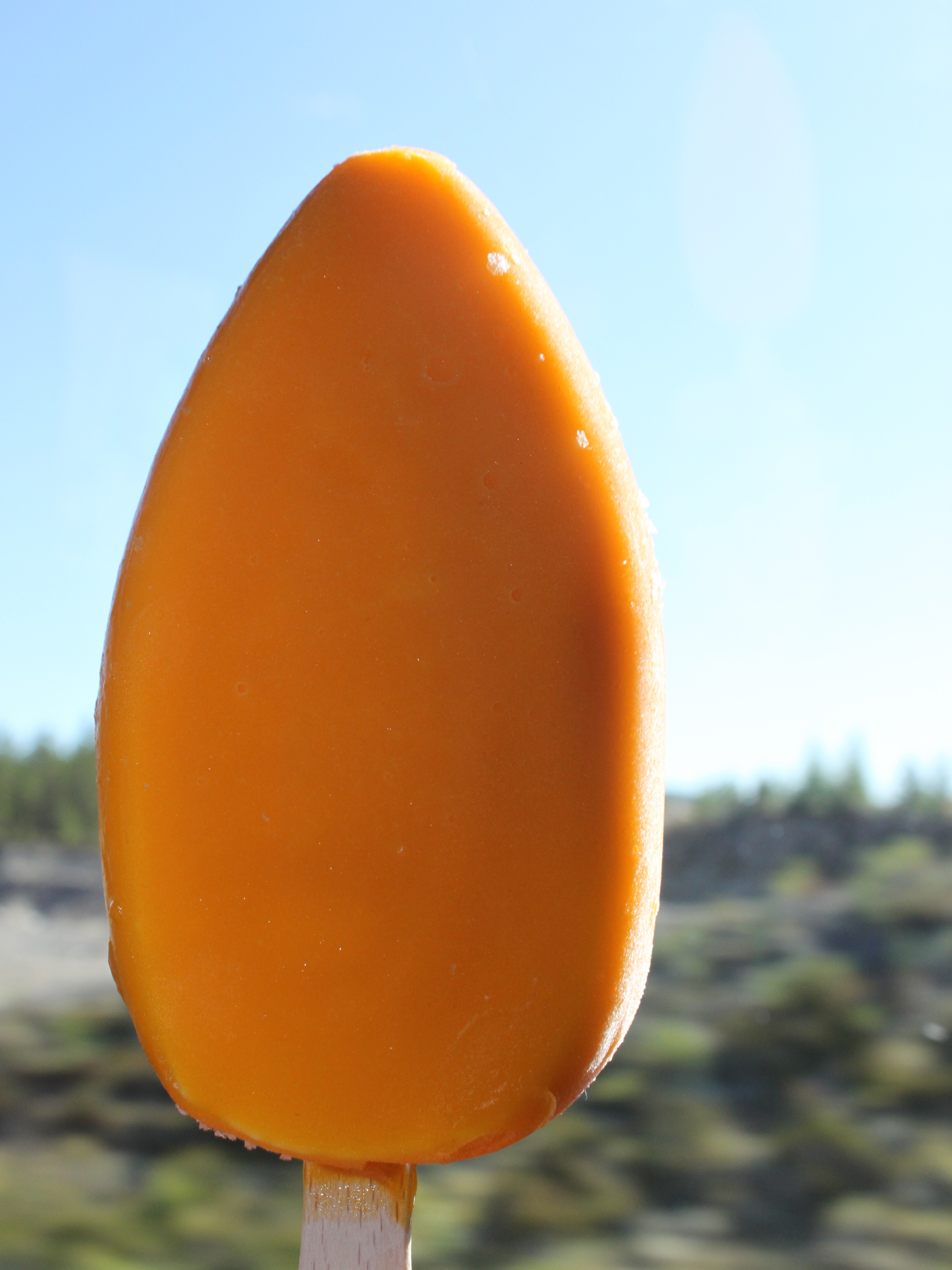
Bâtonnet Solero Exotic.

Solero est une marque de glaces appartenant au groupe néerlando-britannique Unilever.
La marque a été lancée en 1994 par Unilever. Le positionnement marketing de ses produits est axé sur l'exotisme de leurs parfums et leur apport calorique limité.